# Xiphocheilus quadrimaculatus
Xiphocheilus quadrimaculatus és una espècie de peix de la família dels làbrids i de l'ordre dels perciformes.

## Morfologia
Els mascles poden assolir els 12 cm de longitud total.

## Distribució geogràfica
Es troba al Pacífic occidental.